# Tošihiro Jamaguči
Tošihiro Jamaguči (* 19. listopadu 1971) je bývalý japonský fotbalista.

## Reprezentační kariéra
Tošihiro Jamaguči odehrál 4 reprezentační utkání. S japonskou reprezentací se zúčastnil Poháru krále Fahda 1995.

## Statistiky
| Japonsko | Japonsko | Japonsko |
| Roky     | Záp.     | Góly     |
| -------- | -------- | -------- |
| 1994     | 2        | 0        |
| 1995     | 2        | 0        |
| Celkem   | 4        | 0        |